# Историја Републике Српске (1992—1995)
Историја Републике Српске од 1992. до 1995. године је обиљежена њеним проглашењем, успоставом власти на терену, одбраном граница и политичког система Републике од муслиманско—хрватске агресије током Одбрамбено-отаџбинског рата (1992—1995), те међународним признањем унутар нове Босне и Херцеговине, признате Дејтонским миром. Иако првобитно формирана са намјером да своју будућност настави у оквиру (неке нове) Југославије, Република Српска је фактички од априла 1992. до децембра 1995. дјеловала као независна држава.

## Формирање Републике Српске
У току распада Југославије, Срби су створили посебну скупштину 24. октобра 1991. године под називом Скупштина српског народа у Босни и Херцеговини, након што су 14. октобра српски посланици прегласани у Скупштини тадашње СР БиХ. Почетком новембра већ је било проглашено је пет српских аутономних области на подручју СР Босне и Херцеговине: Аутономна Област Крајина, САО Североисточна Босна, САО Романија, САО Источна и Стара Херцеговина и САО Сјеверна Босна. Скупштина српског народа у Босни и Херцеговини је 9. јануара 1992. године донијела Декларацију о проглашењу републике под именом Република српског народа Босне и Херцеговине, док је 28. фебруара 1992. године донијет Устав Српске Републике Босне и Херцеговине, у којем је писало да територија ове републике обухвата српске аутономне области, општине и друге српске етничке цјелине у СР Босни и Херцеговини, укључујући и подручја на којима је над српским народом у Другом свјетском рату извршен геноцид. Република је проглашена дијелом југословенске савезне државе.
Када су нелегитимне муслиманско-хрватске власти спровеле референдум и прогласиле независност, Српска Република Босна и Херцеговина је такође 7. априла 1992. године прогласила самосталност, али и останак у југословенској федерацији, а готово сви посланици Срби у Скупштини СР Босне и Херцеговине придружили су се почетком рата Скупштини српског народа.
На захтев непотпуне Владе БиХ, Савет министара ЕЗ на састанку 6. априла 1992. године, усвојио декларацију према којој од чланице ЕЗ треба да признају Републику Босну и Херцеговину као независну државу. Због тога, Српска Република Босна и Херцеговина прогласила је 7. априла 1992. године одвајање од СР Босне и Херцеговине и останак у СФР Југославији. Име републике је 12. августа 1992. године промењено у Република Српска.
С обзиром да је СФР Југославија престала да постоји, а да су нову Савезну Републику Југославију чиниле само Србија и Црна Гора, Република Српска је фактички почела да дјелује као независна држава.
- Српске аутономне области у Босни и Херцеговини (септембар 1991)
- Српске аутономне области у Босни и Херцеговини (новембар 1991)
- Српске аутономне области у Босни и Херцеговини (новембар 1991)
- Српске аутономне области у Босни и Херцеговини (новембар 1991)

## Почетак рата у Босни и Херцеговини и подела Сарајева
„Због суверене Босне ја бих жртвовао мир, а због мира у Босни не бих жртвовао суверену Босну.“

Алија Изетбеговић, 21. децембар 1991. године, 
Рат у Босни и Херцеговини је почео у марту 1992. године. У време референдума, у недељу 1. марта 1992. у старом средишту Сарајева догодило се убиство на Башчаршији Николе Гардовића, а убице су били Муслимани повезани са Зеленим береткама. Због тога и Срби и Муслимани у ноћи 1. на 2. марта 1992. поставили су неколико препрека на путевима и наоружане страже поред њих у Сарајеву, а дошло је и до пуцњаве и убистава исте ноћи. Радован Караџић, Алија Изетбеговић и генерал Милутин Кукањац (заповедник ЈНА у Сарајеву) договорили су се 3. марта 1992. да се препреке склоне са улица, а ред у граду да надгледају мешовите патроле, које ће се састојати од војника (ЈНА) и милиције БиХ (МУП), а да у њима буду и Срби, и Муслимани, али то је одгодило почетак општег оружаног сукоба у Сарајеву само за неколико недеља.
Од краја марта 1992. дошло је до оружаних сукоба широм СР БиХ. Крајем марта 1992. у Босански Брод и Посавину су ушле регуларне јединице хрватске војске и извршиле више убистава.
На југу Хрвати из западне Херцеговине уз помоћ војске из Хрватске су освојиле привремено и стратешки важан Купрес почетком априла 1992. године и убили неколико десетина цивила.
У центру Бијељине 31. марта 1992. наоружани [Муслимани сукобили су се са Србима (присталицама Војислава Шешеља) и покушали су ставити град под своју власт, али су их Срби од 1. до 6. априла 1992. победили уз помоћ паравојне јединице Жељка Ражнатовића Аркана.
Од убиства на Башчаршији и првих препрека на саобраћајницама у центру Сарајева све више Срба премештало се из средишта града (општине: Центар, Стари Град, Ново Сарајево и део општине Нови Град), у рубне општине (Вогошћа, Хаџићи, Илијаш, Илиџа, Пале, Трново и делове општина Нови Град и Ново Сарајево). Од првих дана априла 1992. дошло је до честих сукоба у Сарајеву, а средишњи део остајао је под контролом следбеника СДА и Алије Изетбеговића.
У Сарајеву 5. и 6. априла 1992. велики број грађана окупљао се испред Скупштине СР БиХ и тражио престанак оружаних сукоба и оставку владе СР БиХ (која је изабрана после избора 1990), али присталице оружаног сукоба послали су стрелце који су пуцали на окупљене грађане и убили неколико лица. Противници оружаног сукоба и владе СР БиХ морали су се повући са улица.
Државе Европске економске заједнице од 6. априла 1992. одлучиле се да безусловно признају СР Босну и Херцеговину као независну државу, а већ сутрадан 7. априла 1992. и Сједињене Америчке Државе признале су независност Босне и Херцеговине.
На северу, хрватска војска наставила је да осваја Посавину заузела је Дервенту и продрла до прилаза Добоју. На југу Хрвати из западне Херцеговине уз помоћ војске из Хрватске су освојиле и стратешки важан Купрес почетком априла 1992. године и убили неколико десетина цивила.
У Подрињу српско становништво је преузело власт у стратешки важним градовима на реци Дрини у Зворник 8. априла 1992. и Фочи од 7. до 15. априла 1992.
Нападима муслиманских војника 2. и 3. маја 1992. године на ЈНА у средишту Сарајева град је потпуно подељен на део под контролом Муслимана и СДА и део под контролом Срба и ЈНА. Зелене беретке и ХОС напали су Дом ЈНА 2. маја 1992.  у центру Сарајева, а после су напали и војнике ЈНА који су послати као помоћ према Дому ЈНА. Од помоћи послате Дому ЈНА око 20 војника је убијено, а они су део од око 40 лица у ЈНА која су убијена 2. и 3. маја 1992. у тзв. случају Добровољачка. Истог, 2. маја 1992. на Сарајевском аеродрому, ЈНА је заробила Изетбеговића са пратњом, а држала их је у касарни у Лукавици. Посредовањем УНПРОФОР-а, 3. маја 1992. договорено је ослобађање Изетбеговића, али да Муслимани у Сарајеву допусте миран излазак из ње генерал-пуковнику Милутину Кукањцу са официрима и војницима ЈНА према Лукавици. У пратњи генерал-мајора Луиса Макензија и УНПРОФОР-а, Кукањац и око 300 војника и официра у око 40 возила кренули су на запад према Лукавици. Први део колоне ЈНА је пропуштен, а када се Изетбеговић одвојио и отишао према згради Председништва БиХ, према наређењу Ејупа Ганића, Изетбеговићеви војници напали су колоне ЈНА између Скендерије и Команде 2. војне области у Добровољачкој улици. Припадници ЈНА се нису бранили, али 7 лица у ЈНА убијено је, а око 200 лица је заробљено, после подне 3. маја 1992.
Од средишњих делова Сарајева, наоружани Срби су поставили страже на Грбавици и без много борби у мају 1992. померили линију раздвајања на Миљацку (Врбања мост и Мост братства и јединства). У већинским муслиманским деловима града Специјалне јединице МУП-а Републике БиХ, Зелене беретке и Патриотска лига почеле су да врше насиља над Србима. Тако су муслиманске трупе Армије БиХ заузеле Пофалиће (насеље у непосредној близини средишта Сарајева) 16. маја 1992. у којима је живело око 200 српских породица. У нападу су убили већи број Срба, а њихову имовину пљачкали су и уништавали. 

## Одбрана Републике 1992—1995.
Између 1992. и 1995. Република Српска је била у рату са новопроглашеном Републиком Босном и Херцеговином и Хрватском Републиком Херцег-Босном. 30. августа 1995. почиње НАТО бомбардовање Републике Српске. На крају рата, потписан је Дејтонски мировни споразум, 21. новембра 1995. године. Република Српска је тада међународно призната као један од два ентитета, који чине државу Босну и Херцеговину (други ентитет је Федерација Босне и Херцеговине). Република Српска је призната на 49% територије Босне и Херцеговине, а Федерација Босне и Херцеговине на 51%.

## Успостављање мира и међународно признање
30. августа 1995. почиње НАТО бомбардовање Републике Српске. После рата, који је трајао од 1992. до 1995. године, потписан је Дејтонски мировни споразум, 21. новембра 1995. године. Република Српска је међународно призната као један од два ентитета, који чине Босну и Херцеговину (други ентитет је Федерација Босне и Херцеговине). Република Српска је призната на 49% територије Босне и Херцеговине, а Федерација Босне и Херцеговине на 51%. Арбитражном одлуком о статусу Брчког, те успостављањем Брчко Дистрикта 2000. године, посед територије оба ентитета је смањен за отприлике 0.5-1.0%.
- Република Српска 1994. године
- Територије под контролом војске Републике Српске у току рата
- Границе Републике Српске након Дејтонског споразума
- Границе Републике Српске након формирања Брчко Дистрикта